# Laurent Gané
Laurent Jacques André Gané (Numea, 7 marzo 1973) è un ex pistard francese.

## Palmarès
Olimpiadi
- 2 medaglie:
  - 1 oro (velocità a squadre a Sydney 2000
  - 1 bronzo (velocità a squadre ad Atene 2004)

Mondiali
- 15 medaglie:
  - 7 ori (velocità a Berlino 1999; velocità a squadre a Berlino 1999; velocità a squadre a Manchester 2000; velocità a squadre ad Anversa 2001; velocità a Stoccarda 2003; keirin a Stoccarda 2003; velocità a squadre a Melbourne 2004)
  - 5 argenti (velocità a Manchester 2000; velocità ad Anversa 2001; keirin ad Anversa 2001; velocità a squadre a Stoccarda 2003; velocità a Melbourne 2004)
  - 3 bronzi (velocità a squadre a Manchester 1996; velocità a Bordeaux 1998; keirin a Bordeaux 1998)